# Chausseehaus Lüttchendorf

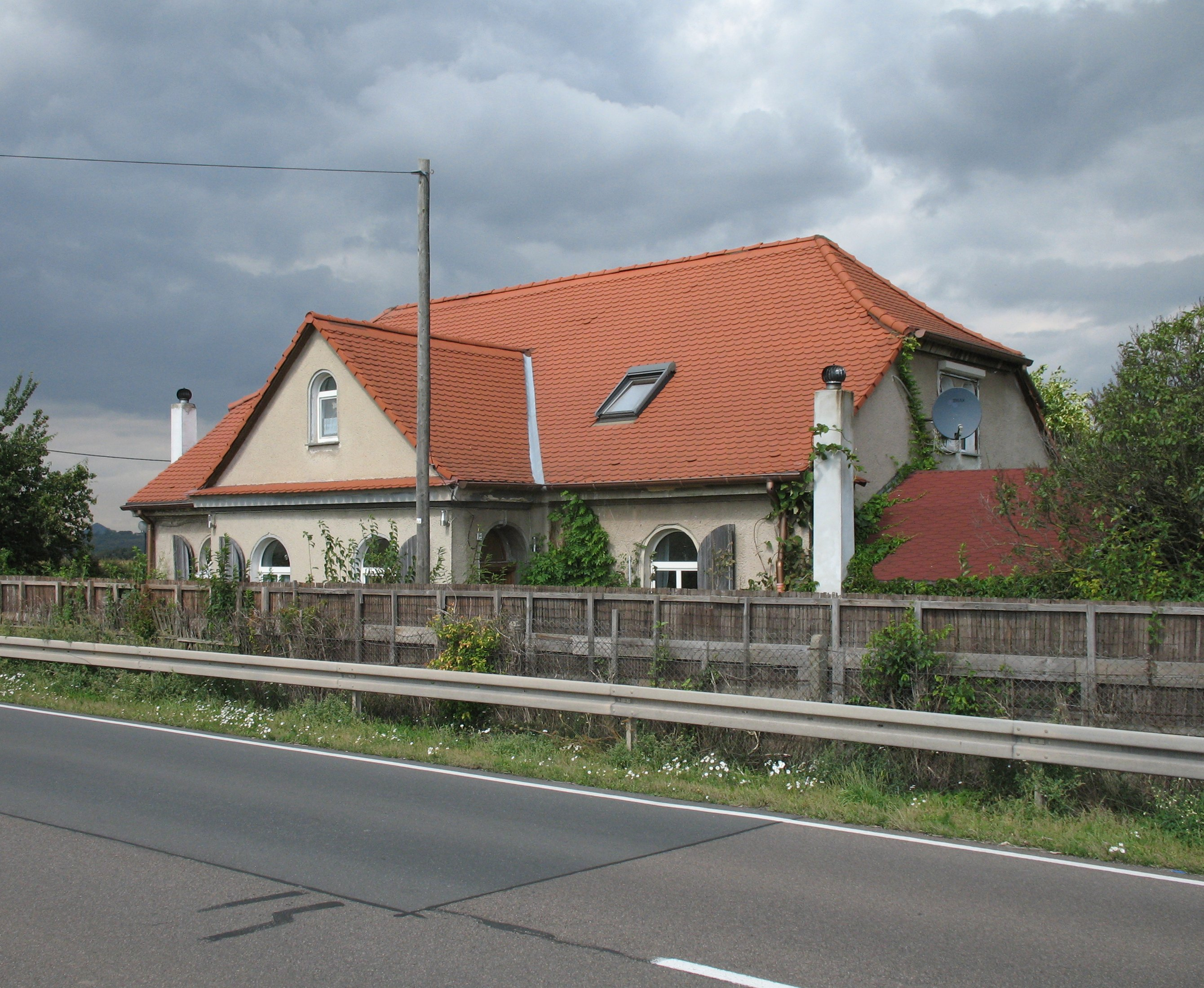
Chausseehaus bei Lüttchendorf

Das Chausseehaus bei Lüttchendorf ist ein Baudenkmal in der Gemeinde Seegebiet Mansfelder Land im Landkreis Mansfeld-Südharz in Sachsen-Anhalt.
Die preußische Staatschaussee von Berlin nach Kassel wurde in den 1820er Jahren abschnittsweise erbaut. Dadurch lassen sich auch die Gebäude entlang der Straße relativ gut datieren. Die Strecke von Langenbogen nach Nordhausen entstand in den Jahren 1824 bis 1826. Da mit der Eröffnung der Straße auch die Chausseehäuser fertig sein mussten, da deren Bewohner den Verkehr auf den Straßen regelten, die Straße warteten und das Chausseegeld kassierten, darf man annehmen, dass das Chausseehaus östlich von Lüttchendorf im Wesentlichen im Jahr 1825 erbaut und 1826 fertiggestellt wurde. Es besteht aus den Wohnräumlichkeiten für den Einnehmer und einer südlich angebauten Expeditionsstube, die bis fast direkt an die Straße reicht.
Typisch für die Chausseehäuser im damaligen Mansfelder Seekreis ist eine ausgeprägt klassizistische Bauweise mit Krüppelwalmdach, symmetrischen Anordnungen und Rundbogenfenstern. Es wird den Typenentwürfen von Karl Friedrich Schinkel zugeordnet. Wenn ein solches Gebäude den Anforderungen nicht gewachsen war, konnte man es offenbar relativ einfach ausbauen. Ein erster solcher Umbau lässt sich für das Jahr 1831 nachweisen, als eine Vergrößerung notwendig wurde. Während andere Chausseehäuser im Mansfelder Land heute nur stark verändert erhalten sind, etwa das Chausseehaus in Eisleben-Helfta, wurde hier ein relativ reiner Baustil bewahrt.
Das denkmalgeschützte Verkehrsbauwerk an der heutigen Bundesstraße 80, das als wichtiges Beispiel für den frühen preußischen Landesausbau im 19. Jahrhundert gilt, ist im Denkmalverzeichnis mit der Erfassungsnummer 094 76455 registriert. Gegenüber steht der Viertelmeilenstein von Lüttchendorf. Ähnlich wie diese gehören Chausseehäuser zur Grundausstattung preußischer Staatschausseen.